# Хатиб
Хати́б (араб. خطيب‎ — «проповедник», «оратор») — мусульманское духовное лицо, проводящее пятничную молитву (джума-намаз).
Перед собственно молитвой он произносит речь (хутбу) с третьей ступени кафедры. Кафедра помещается справа от направленной к Мекке ниши для молитвы (михраб). Совершаются две хутбы: первая называется хутбат ал-ва’з (خطبة الوعظ‎), то есть увещательная речь с поучительным содержанием; вторая называется хутбат ан-на’т (خطبة النعت‎) и содержит символ веры, признавание халифов, молитву за государя и войско правоверных.
Кроме пятничной хутбы хатиб произносит речи во время религиозных праздников, например курбан-байрам (праздник жертвоприношения) или ураза-байрам (в честь окончания поста в месяц Рамадан).